# Funmilayo Ransome-Kuti
Funmilayo Ransome-Kuti (25 d'octubre del 1900, Abeokuta, Nigèria-13 d'abril del 1978, Lagos, Nigèria) va ser una destacada activista feminista i va lluitar pel dret de vot de les dones en el marc de les lluites per la independència. També va ser una de les líders que va emprendre moltes batalles contra el govern colonial i les seves imposicions de contribucions opressives per a les dones. Una de les conseqüències d'aquestes batalles va culminar amb l'abdicació del rei d'Abeokuta, el 1948.
Besneta d'una dona raptada com a esclava (Sarah Taiwo), va estudiar a Anglaterra i, quan va tornar-ne, va treballar com a mestra de primària, fent un èmfasi especial en el dret a l'educació de les nenes. A casa seva, va educar els seus fills i filles en la igualtat; ensenyava les tasques domèstiques tant a les nenes com als nens, i aquests van aprendre a cuinar i netejar la casa. A la dècada del 1950, va fundar la Unió de Dones Nigerianes. L'any 1974, un dels seus fills (Fela Ransome-Kuti) va convertir l'antiga casa familiar en el centre musical i artístic més representatiu del moviment contestatari nigerià, i li va donar el nom de "República de Kalakuta".
Va ser una de les fundadores del Sindicat de Dones d'Abeokuta, juntament amb Eniola Soyinka (la seva cunyada i mare del Premi Nobel Wole Soyinka).9 Entre altres activitats, Funmilayo Ransom Kuti va organitzar tallers i activitats de formació per a comerciants dones analfabetes,10 i va continuar la seva campanya contra els tributs colonials i el control de preus.
El 18 de febrer del 1977, l'exèrcit nigerià va irrompre a casa seva de manera violenta; acusà la família de ser un focus de subversió. Malgrat tota la seva contribució a la independència del seu país, aquell dia van llençar una ja anciana Funmilayo per la finestra, i a causa de les greus ferides va morir uns mesos més tard. Finalment, un altre dels seus fills (Olikoye Ransome-Kuti), professor i metge pediatre, va ser nomenat ministre de Sanitat (1985-1999).